# Walter Tausk
Walter Tausk (* 16. April 1890 in Trebnitz, Niederschlesien; † vermutlich 1941 im Ghetto von Kowno, Litauen) stammte aus einer Familie jüdischen Glaubens. Er arbeitete als Handelsvertreter in Breslau und betätigte sich in seiner Freizeit als Schriftsteller.

## Leben
Walter Tausk hatte als Klassenbester das Gymnasium in Hirschberg (Niederschlesien) abgeschlossen, anschließend eine Tischlerlehre absolviert und ein Semester an der königlichen Kunstakademie Breslau studiert. Tausk war wie teilweise auch sein Vater vielseitig künstlerisch begabt. Rudolph Tausk hatte sich aber nach einigen Jahren geschäftlichen Erfolges überschuldet. Nach seinem frühen Tod mussten Frau und Kinder für die Schulden aufkommen. Auch deswegen musste Walter Tausk seinen Lebensunterhalt als Handelsvertreter für Möbel und Einrichtungsgegenstände fristen, fühlte sich jedoch zum Schriftsteller berufen. Die von ihm verfassten Romane fanden selten einen Verleger. Eine Novelle wurde 1924 gedruckt: Olaf Höris Tod, Skizze einer Vollmondphantasie.
Die jüdische Religion interessierte Tausk in den 1920er Jahren wenig. Dafür fand er Zugang zu buddhistischen Kreisen, die bereits in den zwanziger Jahren auch in Deutschland ein reges Leben entfalteten. Hier lieferte er verschiedene Beiträge für einschlägige Zeitschriften.
Er verfasste von 1918 bis 1940 ein Tagebuch. Zuerst schrieb er über sein Privatleben. Später wandelte sich der Inhalt mit der nationalsozialistischen Machtergreifung. Tausk sah es als seine Pflicht an, die Verbrechen der Nationalsozialisten „der Geschichte zu überliefern.“ Das Tagebuch erschien erstmals 1975 zu DDR-Zeiten in Ostberlin. Herausgeber R. Kincel schreibt zu den Aufzeichnungen von Tausk: „Sie lassen einen die Überzeugung gewinnen, daß der deutsche Durchschnittsbürger ausreichend über die inhumanen Machenschaften der deutschen Faschisten informiert war. Es genügte, Augen und Ohren offenzuhalten“.
Von der nationalsozialistischen Staatsverwaltung als Jude erfasst, unterlagen Tausk und seine Familie allen Verfolgungsmaßnahmen, die Juden ab 1933 trafen. Tausk und seine Geschwister verloren ihre Arbeitsstellen und ihr Vermögen. Er wollte allerdings nicht emigrieren, weil er seine über 80 Jahre alte Mutter nicht alleine in den Händen der Verfolger lassen wollte. Außerdem fehlten ihm später die finanziellen Mittel. Er wurde am 25. November 1941 mit dem vermutlich ersten Schub Breslauer Juden deportiert. Wenig später wurde er mit tausenden anderen Insassen bei Kowno ermordet.
Die Tagebücher blieben erhalten, weil sie bei der Wohnungsauflösung an die Breslauer Gestapo zwecks „Nachprüfung wegen Hetzschrift“ übergeben wurden. Die noch existierenden Bände befinden sich heute im Handschriftenkabinett der Universitätsbibliothek Breslau.

## Werke
- Breslauer Tagebuch 1933-1940. Herausgegeben nach seinem Tod von Ryszard Kincel, Rütten und Loenig, Berlin (Ost) 1975. Neuauflage Wolf Jobst Siedler Verlag, Berlin 1988. Weitere Auflage mit einem Nachwort von Henryk Broder, Reclam, Leipzig 1995, ISBN 978-3-379-01523-3. Rezension der Ausgabe durch Ina S. Lorenz in Archiv für Sozialgeschichte[5] Zuletzt Aufbauverlag mit  Anmerkungen Peter Maser, Berlin 2000, ISBN 978-3-7466-1233-1.
- Olaf Höris Tod. Skizze zu einer Vollmondsphantasie. München-Neibiberg, Schloss Verlag, 1924